# Primavera (cuadro)
Primavera es una pintura sobre tela realizada por el pintor Joaquín Vayreda en el año 1879. Actualmente, se encuentra en la Biblioteca Museo Víctor Balaguer con el número de registro 3830, e ingresó en el mismo en 1984.

## Descripción
Paisaje primaveral. En primer término una niña vestida de payesa catalana delante de una pequeña fuente natural que brota a sus pies. La mitad derecha de la composición está compuesta por tres almendros floridos. Detrás de la niña se ve un prado verde y al fondo una masía. 

## Inscripción
En el cuadro se puede leer la inscripción J. Vayreda.